# Edoardo Salzano
Edoardo Salzano (Napoli, 5 febbraio 1930 – Venezia, 23 settembre 2019) è stato un ingegnere e urbanista italiano.

## Biografia
Si laurea a Roma in ingegneria civile edile il 16 novembre 1957, e lo stesso anno si iscrive all'Ordine degli ingegneri e a quello dei giornalisti.
Consegue la libera docenza in urbanistica nel 1967, che viene confermata nel 1972, anno in cui inizia l'attività didattica presso il Corso di laurea in urbanistica dell'Istituto Universitario di Architettura di Venezia.
Dal 1976 è professore ordinario, sempre presso lo IUAV, in Urbanistica, e dal 1979 in Pianificazione del territorio, fino a ricoprire la carica di presidente del Corso di laurea in Pianificazione territoriale, urbanistica e ambientale nel 1994, e quella di Preside della Facoltà di Pianificazione del territorio nel 2000.
Per quanto riguarda l'attività politica e amministrativa è stato consigliere comunale del PCI a Roma dal 1966 al 1975 e in seguito assessore all'urbanistica di Venezia nelle amministrazioni del PSI di Mario Rigo e Nereo Laroni.
Nel 1972 fonda e dirige la rivista Urbanistica informazioni all'interno dell'INU, del quale ricopre la carica di presidente dal 1983 al 1991.
Tra gli incarichi a livello nazionale è stato membro esperto del Consiglio superiore dei lavori pubblici dal 1971 al 1974 e del Ministero dei lavori pubblici dal 1987, dal quale, l'anno seguente, è inserito nella Commissione incaricata “di procedere al riordinamento delle disposizioni legislative nazionali in materia di procedure urbanistiche, uso e assetto del territorio”.
È stato coordinatore nazionale della ricerca condivisa Università – Murst (Ministero dell'università e della ricerca scientifica e tecnologica) volta alla “Costruzione di una rete informativa per la documentazione in materia di architettura, urbanistica, pianificazione” (CriDaup).
All'interno delle amministrazioni regionali è stato membro della Commissione tecnico-amministrativa della Regione Toscana dal 1972 al 1992, e dei gruppi di lavoro incaricati della redazione della legge urbanistica della Regione Emilia-Romagna dal 1988 al 1992, e della Regione Lazio nel 1996.
In area veneziana è stato Presidente dell'Edilvenezia s.p.a., azienda a prevalente partecipazione pubblica per gli interventi di risanamento del centro storico istituita dalla legge speciale per Venezia 173/1977 dal 1983 al 1992 e membro della Commissione per la salvaguardia di Venezia dal 1976 al 1990.
È membro del Board della “International Making Cities Livable Association”, Presidente dell'Associazione fra Imprese italiane produttrici del Cd-Rom Urbadisc “Archinet” e Vicepresidente dell'Associazione europea di produttori e diffusori di informazioni urbanistiche “Urbandata”.
Nel 2003 fonda il sito web Eddyburg.it che si occupa "di città, società, politica (urbs, civitas,  polis) e di argomenti che rendono bella, interessante e piacevole la vita".
Nel 2014 ha espresso posizioni vicine ai No Cav sottoscrivendo l'appello contro le cave in difesa del Pizzo d'Uccello (Alpi Apuane).
L'ANSA dà notizia della sua morte, avvenuta all'età di 89 anni a Venezia, il 23 settembre 2019.

## Attività professionale
Ha collaborato alla redazione dei seguenti piani e strumenti urbanistici:
- Piano urbanistico provinciale della Provincia di Teramo, 1965
- Variante al Piano regolatore generale del Comune di Grosseto, 1971
- Piano regolatore generale del Comune di Giulianova, Teramo 1974
- Variante al Piano regolatore generale, Centro storico, del Comune di Cesena, Forlì 1990
- Piano regolatore generale del Centro storico di Venezia 1981-1985
- Piano regolatore generale del Comune di Carpi, Modena 1990-1994
- Piano regolatore generale del Comune di Giulianova, Teramo 1994
- Piano direttore del Sistema Direzionale Orientale di Roma 1993-95
- Documento preliminare per l'avvio della pianificazione nella Provincia di Latina 1994
- Piano particolareggiato del quartiere Nuova Giuliana a Imola, Bologna 1994
- Piano regolatore generale del comune di Duino Aurisina, Trieste 1997
- Piano regolatore generale del Comune di Imola, Bologna 1999
- Piano territoriale di coordinamento della Provincia della Spezia (ha dato le dimissioni prima dell'adozione)
- Piano territoriale di coordinamento della Provincia di Salerno, 2001
- Piano strutturale del Comune di Sesto Fiorentino, Firenze 2004
- Regolamento urbanistico del Comune di Sesto Fiorentino, Firenze 2005
- Piano territoriale di coordinamento della Provincia di Foggia, 2005
- Piano urbanistico attuativo della Linea di costa del Comune di Napoli, 2006
- Piano paesaggistico regionale della Regione Sardegna, 2006

## Pubblicazioni
- Urbanistica e società opulenta, Laterza, Bari, 1969
- Casa, urbanistica e poteri locali, Edizioni delle autonomie, Roma, 1971
- Riforma urbanistica 1973, con V. De Lucia e F. Strobbe, Edizioni delle autonomie, Roma, 1973
- Abitare a Venezia, in collaborazione, Giuffrè, Milano, 1980
- Venezia forma urbis, in collaborazione, Marsilio, Venezia, 1983
- Atlante di Venezia, Marsilio, Venezia, 1989 (in inglese: Princeton Architectural Press, USA, 1990; in francese: Gallimard, France, 1990)
- La città sostenibile, Edizioni delle autonomie, Roma 1991, dove si tenta una sintesi tra ambientalismo e politica urbana
- L'Italia a sacco. Come e perché, negli incredibili anni 80, nacque e si diffuse Tangentopoli, in collaborazione, Editori Riuniti, Roma 1993
- Cinquant'anni dalla legge urbanistica italiana – 1942-1992, curatela, Editori Riuniti, Roma, 1993
- L'Istituto nazionale di Urbanistica; in: “Cinquant'anni di urbanistica in Italia . 1942.1992”, a cura di G. Campos Venuti e F. Oliva, Laterza, Bari, 1993, pp. 16/484
- Leggi e istituzioni, in: “Enciclopedia dell'architettura – il secondo Novecento”, a cura di F. Dal Co, Electa, Milano, 1997
- Fondamenti di urbanistica. La storia e la norma, Laterza, Bari-Roma, 2004
- NO SPRAWL, curatela in collaborazione, Alinea editrice, Firenze 2006
- Ma dove vivi? La città raccontata, Corte del Fontego, venezia 2008
- Memorie di un urbanista. L'Italia che ho vissuto, Corte del Fontego, Venezia 2010
- La città non è solo un affare, curatela in collaborazione, Aemilia University press, Reggio Emilia 2012
- Lezione di Piano. L'esperienza pioniera del ppr della Sardegna, Corte del Fontego, Venezia 2013

Suoi contributi sono stati pubblicati in numerose riviste specializzate, italiane e straniere.